# Pseudanthias albofasciatus
Pseudanthias albofasciatus är en fiskart som först beskrevs av Fowler och Bean, 1930.  Pseudanthias albofasciatus ingår i släktet Pseudanthias och familjen havsabborrfiskar. Inga underarter finns listade i Catalogue of Life.